# Вальц, Андре
Андре Жак Вальц (фр. André Jacques Waltz; 6 января 1837, Кольмар — 20 октября 1923, Кольмар) — французский библиотекарь, библиограф и музейный работник. Отец художника Жан-Жака Вальца.
Родился в семье мясника, после окончания школы помогал в лавке своему отцу, затем два года стажировался в мясной лавке в Париже, проводя всё свободное время в музеях и библиотеках. В 1859 году вернулся в Кольмар и работал вместе с отцом. В 1867 году предпринял несколько путешествий по Европе, посетив Англию, Бельгию, Германию, Швейцарию, юг Франции и Италию, знакомясь с местным искусством. По возвращении возглавил отцовское дело. Одновременно Вальц вступил в Общество Шонгауэра (фр. Société Schongauer) — муниципальную организацию, занимающуюся поддержанием работы Музея Унтерлинден и носящую имя Мартина Шонгауэра. С этого времени Вальц был заметной фигурой в культурно-интеллектуальной жизни Кольмара. В 1870—1881 гг. он занимал должность муниципального советника, с 1872 года также заведовал городской сберегательной кассой, а в Обществе Шонгауэра занял пост казначея. В 1881 году был назначен городским библиотекарем, после чего продал отцовскую мясную лавку и полностью посвятил себя культурной работе. C 1891 года также хранитель Музея Унтерлинден.
Вальцу принадлежат вышедший отдельным изданием каталог библиотеки вице-президента Общества Шонгауэра Иньяса Шоффура (1889) и масштабный том «Библиография города Кольмар» (фр. Bibliographie de la ville de Colmar; 1902). Он подготовил к печати труды местных историков XVIII века — «Малую хронику города Кольмар» Зигмунда Биллинга (1891) и «Хроника Кольмара» Феликса Анри Жозефа Шоффура (1903). В 1902—1904 гг. работал над каталогизацией городской библиотеки Мюлуза. Опубликовал ряд статей и материалов по истории в журнале Revue d'Alsace.